# Acide minodronique
L'acide minodronique est un bisphosphonate de « troisième génération ».  Il a été autorisé au Japon dans le traitement de l'ostéoporose. Son mécanisme d'action implique l'inhibition de la farnésyl pyrophosphate synthase.